# 윤경식
윤경식(尹景湜, 1962년 3월 20일 ~ )은 대한민국의 정치인이다. 제16대 국회의원을 지냈다.

## 학력
- 용담초등학교
- 청주중학교
- 청주고등학교
- 서울대학교 법학과 졸업
- 충북대학교 법무대학원

## 경력
- 사법시험합격
- 법무법인 청풍 대표변호사
- 한나라당 청주 흥덕지구당 위원장
- 국회 법제사법위원회 위원
- 국회 행정자치위원회 위원
- 주간361 주최 및 주관한 바둑기사 노영하 8단(당시)(현 9단) 지도기 접바둑 대국
- 국회 교육위원회 위원
- 국회 예산결산특별위원회 위원
- 한나라당 인권위원회 위원
- 한나라당 총재특별보좌역
- 한나라당 중앙선거대책위원회 원내대책실장
- 한나라당 비상근대표특별보좌역

## 역대 선거 결과
|  | 31.08% |

|  | 35.16% |

|  | 38.34% |

|  | 38.30% |